# Suicídio e trauma
A relação entre suicídio e trauma consiste em aumentar o risco que alguém tem de cometer suicídio devido a traumas psicológicos.

## Suicídio
O Instituto Nacional de Saúde Mental define o suicídio como um ato de violência autoinfligido com intenção de morte que leva à mesma. Embora as taxas de suicídio variem em todo o mundo, o suicídio está classificado como a décima causa de morte mais comum nos Estados Unidos, com as taxas tendo aumentado em média de um a dois por cento por ano entre 1999 e 2018, com os últimos anos dentro deste intervalo de tempo tendo aumentado a uma taxa maior Em 2017, os Estados Unidos, sozinho, foi responsável por 2.813.503 suicídios.  A pesquisa existente identificou fatores de risco para o suicídio e os impactos de um suicídio em alguém próximo da vítima.

### Fatores de risco
A pesquisa sobre suicídio identificou transtornos psiquiátricos, particularmente a depressão, como os principais fatores de risco para o suicídio. Uma revisão sistemática descobriu que casos mais graves de depressão e altos níveis de desesperança indicam maior risco de cometer suicídio.  Outras variáveis identificadas como fatores de risco aumentado de suicídio incluem ser do sexo masculino, ter histórico familiar de doença mental e/ou suicídio, ter tentado suicídio anteriormente e/ou se envolvido em comportamentos autolesivos, sofrer de vários transtornos mentais, ter tido recentemente alta de cuidados de internamento para saúde mental e estar no período imediatamente anterior ao início e/ou imediatamente a seguir ao início do tratamento com antidepressivos ou psicoterapia. Situação profissional, doenças físicas, eventos importantes na vida, exposição recente a atos suicidas e acesso a meios também são fatores conhecidos por geralmente aumentarem o risco de suicídio.

### Métodos
Apesar da variação nos métodos de suicídio usados entre países e culturas, os métodos mais comuns identificados incluem o uso de armas de fogo, envenenamento por drogas ou pesticidas, atirar-se de elevadas alturas, enforcamento e sufocamento. A prevalência de suicídio por agrotóxicos mostrou ser maior nos países asiáticos, enquanto que o suicídio por armas de fogo é mais prevalente nos Estados Unidos e em alguns países europeus onde a posse de armas de fogo é comum dentro de casa.

### Impacto nas famílias
A pesquisa deu atenção especial aos impactos do suicídio dentro de uma família, seja pelo cônjuge, pai/mãe ou filho/filha. No entanto, a maioria dos estudos não examinou a qualidade dos relacionamentos dentro da família ou o efeito das reações de diferentes membros da família sobre os outros.
O suicídio de um cônjuge foi associado a um risco maior de desenvolver doenças mentais, como depressão, TEPT e envolvimento em comportamentos automutilantes. O suicídio conjugal também foi associado a mudanças adversas na saúde física e no funcionamento social, mortalidade, aumento do risco de suicídio e maior utilização de serviços de saúde mental.
Mudanças na dinâmica e funcionamento familiar foram relatadas após um suicídio de um filho, os pesquisadores observaram que os relacionamentos e vínculos com os filhos sobreviventes dentro de uma mesma família podem ser afetados. Tipos mais extremos de funcionamento familiar no que diz respeito à coesão e adaptação foram associados a maior suscetibilidade ao stress relacionado à morte de um filho, como o aniversário de nascimento, de morte e decisões sobre os seus pertences.  Muitas famílias também precisam lidar com outros fatores de stress, como atender às necessidades dos filhos e membros da família sobreviventes, o que os pesquisadores afirmam poder colocar a família em risco de implicações adicionais para a saúde.  O aumento na utilização de serviços de saúde mental e o risco de suicídio dos pais também foram associados ao suicídio de uma criança.
Estudos também mostraram que a experiência de suicídio ou tentativa de suicídio dentro de uma família está associada a um maior envolvimento em comportamentos de risco em adolescentes, como uso de substâncias, automutilação e as próprias ideias e tentativas de suicídio, e maiores taxas de depressão em adolescentes que tiveram um relativo que cometeu suicídio do que aqueles que não. Filhos de pais que tentaram suicídio têm um risco seis vezes maior de também o tentarem. Embora a maioria dos suicídios e comportamentos suicidas dentro de uma família resultem da existência de transtornos do humor transmitidos dentro da família, os transtornos do humor não respondem pela totalidade deste fenómeno.  Estudos mostram que o aumentado risco de suicídio e comportamentos suicidas permanecem evidentes, apesar da transmissão familiar de doenças mentais.

### Implicações
A exposição ao suicídio aumenta o risco de desenvolver doenças mentais e suicídios subsequentes. Os esforços de prevenção têm-se concentrado na identificação de grupos de risco. Os pesquisadores do suicídio sugeriram que os provedores monitorem a impulsividade, os sentimentos de desesperança e o acesso a meios para aumentar a prevenção de atos suicidas.  A deteção e o tratamento de doenças mentais também foram sugeridos como um método eficaz para reduzir as taxas de suicídio.  No contexto da exposição ao suicídio dentro de uma família, os pesquisadores sugeriram que os provedores visem melhorar o funcionamento familiar e a capacidade de resposta aos estressores relacionados ao suicídio e defender os cuidados de saúde mental das famílias e o acesso a outros serviços, quando indicado.

## Trauma
O trauma psicológico geralmente ocorre quando um indivíduo enfrenta um extenso grau de stress no qual é incapaz de lidar, resultando em dificuldades de processamento e integração do evento stressante. As definições de trauma foram estendidas ao longo das últimas décadas para incluir uma gama mais ampla de experiências, incluindo a morte repentina ou inesperada de uma pessoa próxima (por exemplo, suicídio). Definições mais recentes de trauma também evoluíram de tal forma que maior ênfase é colocada nas percepções individuais do evento traumático, em oposição às suas características objetivas, dando origem à noção de que eventos semelhantes podem levar a resultados relativamente diferentes entre indivíduos.  Apesar das altas taxas de exposição a trauma, apenas uma pequena percentagem dos expostos desenvolve sintomas de TEPT clinicamente significativos para receber o diagnóstico.  No entanto, estudos demonstraram uma conexão entre a exposição a eventos traumáticos e resultados negativos para a saúde mental, incluindo depressão, ansiedade, uso de substâncias e outros transtornos externalizantes.

### Repercussões
Embora o ato suicida em si seja frequentemente um ato independente, o suicídio tem a capacidade de afetar redes sociais mais amplas, como a família, os amigos e a comunidade, e pode ser vivenciado como traumático. A exposição a mortes violentas, como suicídio, tem sido associada a luto e trauma, e eventos traumáticos como tais podem aumentar o risco de desenvolver transtorno de stress pós-traumático. Também foi considerado o impacto do suicídio de clientes em provedores, como profissionais de saúde mental. Uma revisão de 57 estudos revelou que a natureza da relação entre o falecido e o indivíduo ou indivíduos sobreviventes está associada aos resultados adversos na saúde mental e social dos sobreviventes.